# Svend Lindhart

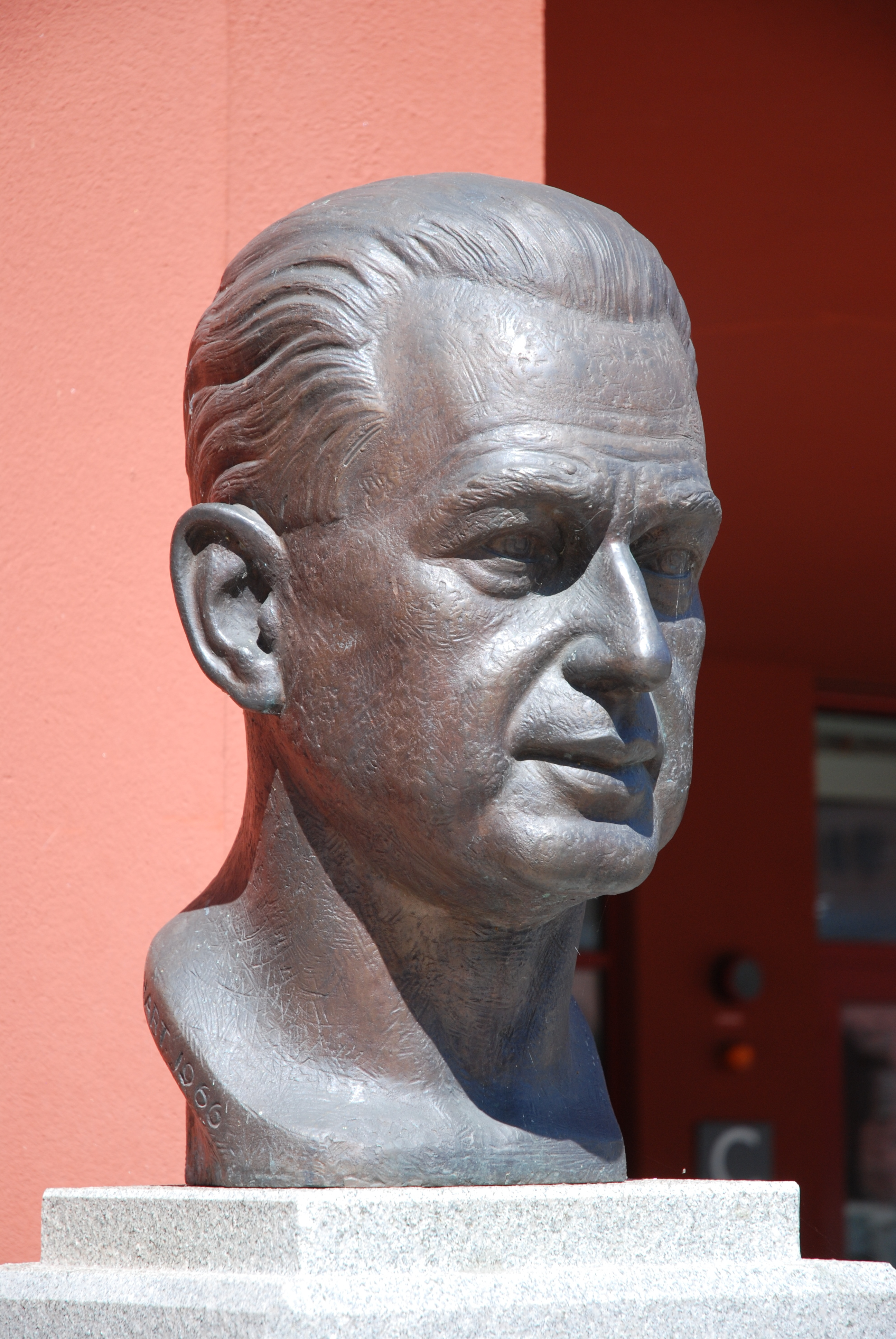
Byst av Dag Hammarskjöld i Jönköping

Svend Villiam Peder Lindhart, född 7 april 1898 i Köpenhamn, död 3 september 1989 i Köpenhamn, var en dansk skulptör och formgivare.
Svend Lindhart utbildade sig till stuckatör, men hade ingen formell skolning som skulptör. Han var under åren 1928-1980 knuten till porslinsfabriken Bing & Grøndahl i Danmark, för vilken han bland andra formgivit Pinerne, en serie med fyra vita porslinsfigurer av en liten pojke med olika krämpor. Han hade 1943-1948 en keramisk verkstad i Utterslev i Bispebjerg i Köpenhamn.
Han var gift med Fanny Lindhart (1900-1984).
Lindhart finns representerad vid bland annat Victoria and Albert Museum och KØS - Museum for kunst i det offentlige rum.

## Offentliga verk i urval
- Mor med børn, brons, 1940, Vitus Berings Park i Horsens[4] och i Brønshøj, samt som modell i gips i KØS - Museum for kunst i det offentlige rum i Køge
- Vore faldne, brons, 1957, Churchillparken utanför Sjællandsport (Kongeporten) på Kastellet i Köpenhamn
- Byst av Dag Hammarskjöld, brons, utanför Högskolan i Jönköping och i Slottsparken, Dag Hammarskjölds väg, i Uppsala
- Sømanden, brons, 1984, utanför Sainte-Marie-du-Mont, ett par kilometer från invasionskusten, i Normandie i Frankrike[5]
- Byst av krigshjälten Anders Lassen (1920-45), brons, vid Frihedsmuseet i Köpenhamn[6]
- Gravskulptur, Svend och Fanny Lindharts grav på Bispebjerg Kirkegård i Köpenhamn[7]

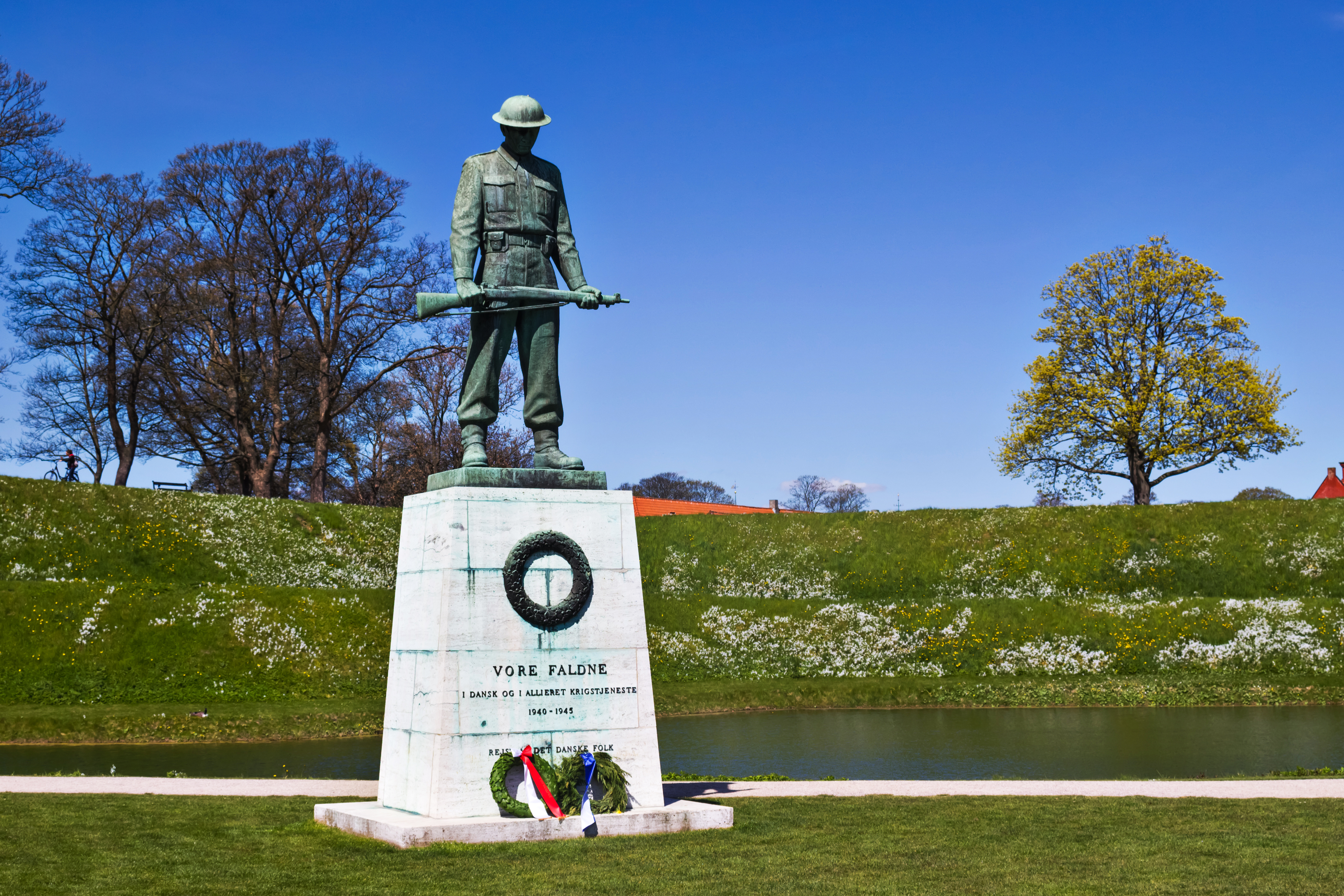
Vore Faldne
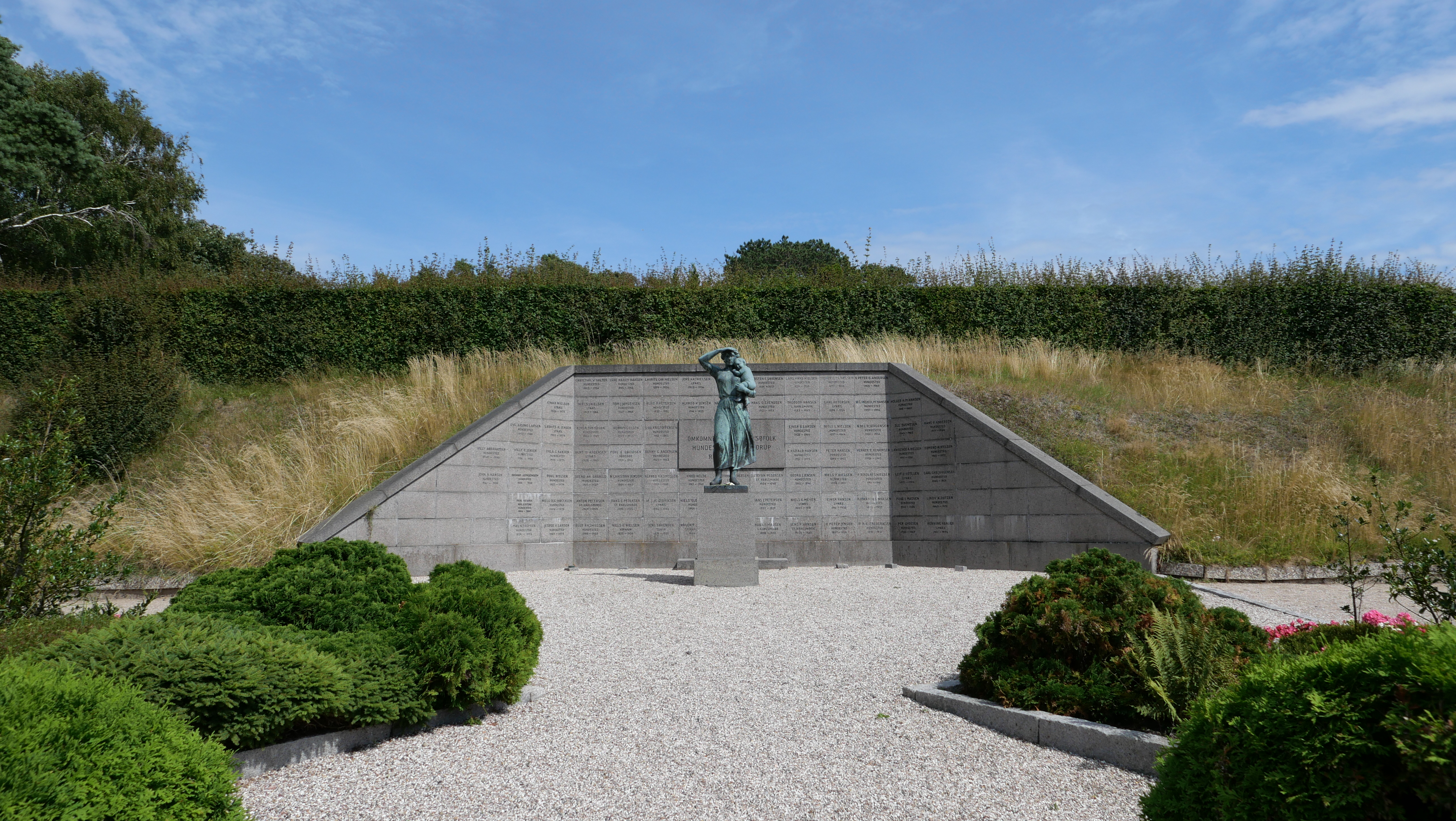
For omkomne fiskere og søfolk på Lynæs Kirkegård
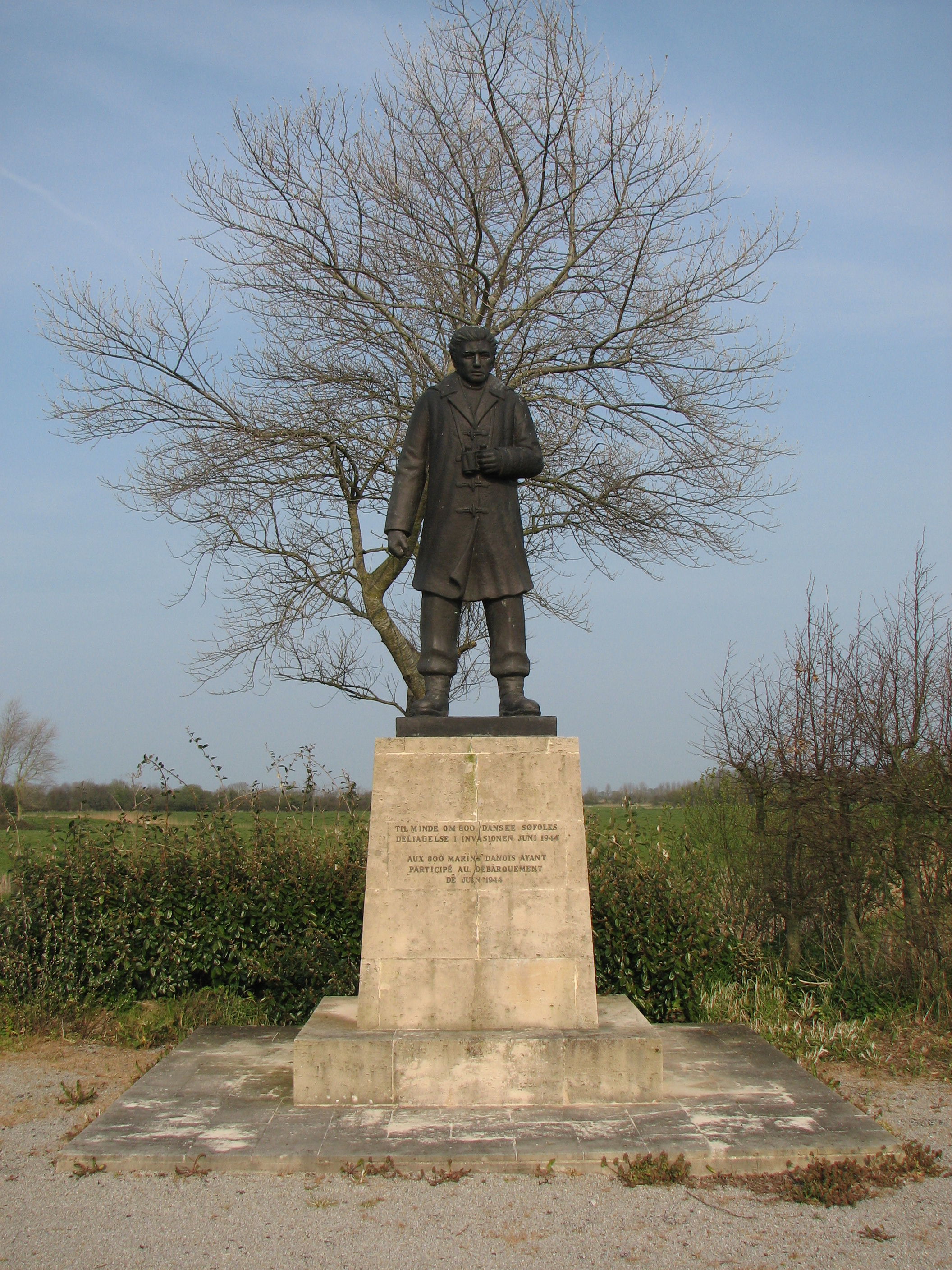
Sømanden